# Ammodytes americanus
El lanzón americano (Ammodytes americanus) es una especie de pez actinopeterigio marino, de la familia de los ammodítidos.

## Biología
Cuerpo muy alargado y fino, con una longitud máxima descrita de 23,5 cm. En la aleta dorsal no tiene espinas y tiene 52 a 61 radios blandos, mientras que en la aleta anal tiene 26 a 33 radios blandos.
Se agrupa en grandes bancos y se esconde en madrigueras excavadas en la arena, a veces muy profundas; se alimenta principalmente de copépodos. Es una especie ovípara.

## Distribución y hábitat
Se distribuye por el oeste del océano Atlántico, en las costas de América del Norte desde el sur de Delaware (Estados Unidos) hasta el norte de la península del Labrador (Canadá). Son peces marinos de aguas templadas, a veces en aguas salobres, de comportamiento demersal, que habitan en un rango de profundidad desde la superficie hasta los 73 m. Se encuentra en aguas costeras superficiales, así como en bahías protegidas y estuarios.